# Зелен (Мекленбург-Западна Померанија)
Зелен (њем. Sehlen) град је у њемачкој савезној држави Мекленбург-Западна Померанија. Једно је од 42 општинска средишта округа Риген. Према процјени из 2010. у граду је живјело 931 становника. Посједује регионалну шифру (AGS) 13061037.

## Географски и демографски подаци
Зелен се налази у савезној држави Мекленбург-Западна Померанија у округу Риген. Град се налази на надморској висини од 42 метра. Површина општине износи 20,6 km². У самом граду је, према процјени из 2010. године, живјело 931 становника. Просјечна густина становништва износи 45 становника/km².

## Међународна сарадња
| Мјесто | Држава  | Врста сарадње | Од    |
| ------ | ------- | ------------- | ----- |
| Хошчно | Пољска  | пријатељство  | 2008. |
|        | Пољска  | пријатељство  | 2008. |
|        | Пољска  | партнерство   | 2003. |
|        | Шведска | партнерство   | 1991. |
| Извор  |         |               |       |